# Szara pleśń ziemniaka
Szara pleśń ziemniaka – grzybowa choroba ziemniaka wywołana przez mikroskopijnego grzyba Botrytis cinerea.

## Występowanie i objawy
Choroba występuje we wszystkich rejonach uprawy ziemniaka, na polu, pod osłonami i w przechowalniach. Wywołujący ją patogen jest bardzo polifagiczny, poraża ponad 200 gatunków roślin z różnych grup taksonomicznych, wywołując u nich chorobę o ogólnej nazwie szara pleśń. Choroba ta ma ogromne znaczenie gospodarcze, u ziemniaka jednak tylko niewielkie.
Pierwsze objawy choroby pojawiają się na końcach listków w postaci klinowatych, niewielkich nekrotycznych plam. Z czasem plamy powiększają się, ale główne nerwy liścia często ograniczają ich dalszy rozwój. Przy korzystnej dla patogenu pogodzie plamy mogą pojawiać się także na innych częściach liścia. Mają szerokie koncentryczne strefowanie, co upodabnia je do tych, jakie powoduje zaraza ziemniaka lub alternarioza. Przy szarej pleśni ziemniaka szary nalot tworzy się jednak bezpośrednio na plamie, natomiast przy zarazie dookoła plamy. Ponadto charakterystycznym dla szarej pleśni ziemniaka objawem jest opadanie porażonych kwiatów na liście i łodygę.
Porażenie bulw ziemniaka przez szarą pleśń zdarza się rzadko.

## Epidemiologia
Źródłem choroby są zarodniki roznoszone przez wiatr. Mogą infekować liście tylko wtedy, gdy przez odpowiednio długi czas są one zwilżone wodą i przy wilgotności względnej powietrza powyżej 90”. Niezbędny patogenowi czas zwilżenia wynosi 5 godzin, optymalna temperatura 18–24 °C.

## Ochrona
Brak środków do chemicznego zwalczania tej choroby. Można jej zapobiec, lub przynajmniej ograniczyć jej natężenie przez stosowanie odpowiedniej uprawy. Należy unikać zbyt gęstego sadzenia i nadmiernego nawadniania. Ważne jest zebranie z pola i zniszczenie resztek pędów rośliny. Zapobiega to pozostawieniu w glebie jej inokulum, które może stanowić źródło infekcji w następnym roku. Ogranicza rozwój choroby podwyższone nawożenie potasem.